# Saint-Pol-sur-Ternoise
Saint-Pol-sur-Ternoise är en kommun i departementet Pas-de-Calais i regionen Hauts-de-France i norra Frankrike. Kommunen ligger i kantonen Saint-Pol-sur-Ternoise som tillhör arrondissementet Arras. År 2022 hade Saint-Pol-sur-Ternoise 4 759 invånare.

## Befolkningsutveckling
Antalet invånare i kommunen Saint-Pol-sur-Ternoise
| Referens: INSEE |